# ابر نقاط
اَبْر نقاط' (به انگلیسی: Cloud of Points) مجموعه‌ای از راس‌ها در سامانه مختصات سه‌بعدی است. مهندسی معکوس، هنر تبدیل ابر نقاط به مدل سه‌بعدی CAD می‌باشد. ابر نقاط مجموعه سه‌بعدی از نقاط است که خصوصیات سطح خارجی یک شیئ را توصیف می‌کنند. این نقاط از آنالیز محیط پیرامون شیئ و جمع‌آوری اطلاعات از شکل ظاهری آن به کمک یک اسکنر سه بعدی به دست می‌آیند. فناوری به کار رفته در جمع‌آوری اطلاعات از سطح شکل، در دو نوع تماسی و بدون تماس می‌باشد. در حالت تماسی از دستگاه‌های (CMM (Coordinate Measuring Machine و در حالت بدون تماس از لیزر و نور ساخت یافته استفاده می‌شود.
در فرایند مهندسی معکوس، ابتدا بر روی نقاط، یک مش سه گوش ایجاد می‌شود. این مش، توپولوژی اصلی مدل نهایی را ارائه می‌دهد. در مرحله بعد از تقسیم مش به نواحی کوچک‌تر یا روش‌های دیگر، یک سطح ساده تخمین زده می‌شود. این سطوح تا جایی که از زیبایی و سازگاری آن‌ها اطمینان حاصل شود، پیراسته شده و به هم متصل می‌شوند و در نهایت مدل اصلی را ایجاد می‌کنند.
محیط کاری (Digitized Shape Editor (DSE در آغاز چرخه مهندسی معکوس CATIA قرار دارد. این محیط به عنوان یک ابزار قدرتمند برای خواندن، وارد کردن، اعمال فرایندهای مختلف بر روی ابر نقاط و تولید مش مورد استفاده قرار می‌گیرد. خروجی این محیط می‌تواند در محیط‌های Quick Surface Reconstruction, Digital Mock-Up یا Surface Machining به کار رود یا به صورت فرمت‌های مختلف تبدیل شود.
محیط کاری (Quick Surface Reconstruction (QSR برای بازسازی سریع و آسان سطوح از روی داده‌های خروجی ابر نقاط مورد استفاده قرار می‌گیرد. این محیط با توجه به نوع شکل ورودی، چندین روش مختلف برای بازسازی سطوح ارائه می‌دهد.